# Hoya de Fileba
De Hoya de Fileba is een vulkaankrater op het Canarische eiland El Hierro.
Het is een van de meer spectaculaire kraters op het eiland.

## Geografie
De krater ligt op de grens tussen de gemeentes La Frontera en Valverde, op de noordoost-zuidwestelijke rift die deel uitmaakt van de Y-vormige ruggengraat van het eiland.

## Geologie
De vulkaan is tot 1378 m hoog, maar vanuit het zuiden gezien steekt hij slechts enkele tientallen meters boven het plateau uit. De inwendige kraterwanden zijn om sommige plaatsen bijna loodrecht, het hoogteverschil met de bodem is ongeveer 110 m, de diameter 250 m. De kraterwand bestaat vooral uit tefra, gaande van vulkanische as tot vulkanische bommen.
De krater is meer dan 6000 jaar geleden ontstaan, bovenop de resten van een oudere schildvulkaan, El Golfo, na een aardverschuiving die een groot deel van deze laatste in zee deed storten.

## Beklimming
De Hoya de Fileba ligt op de GR131 tussen Tamaduste en Playa de Orchilla. Op de kraterwand zijn twee uitzichtpunten ingericht, de Miradores de la Hoya de Fileba. De bodem van de krater kan van daar uit betreden worden.
Deze is ook gemakkelijk bereikbaar langs de weg HI-1, de hoofdweg die Valverde verbindt met La Frontera.